# Прапор Косова
Прапор Республіки Косово (алб. Flamuri i Kosovës) був прийнятий 17 лютого 2008 року і є прямокутним полотнищем синього кольору, в центрі якого зображено контур Косова та 6 зірок.

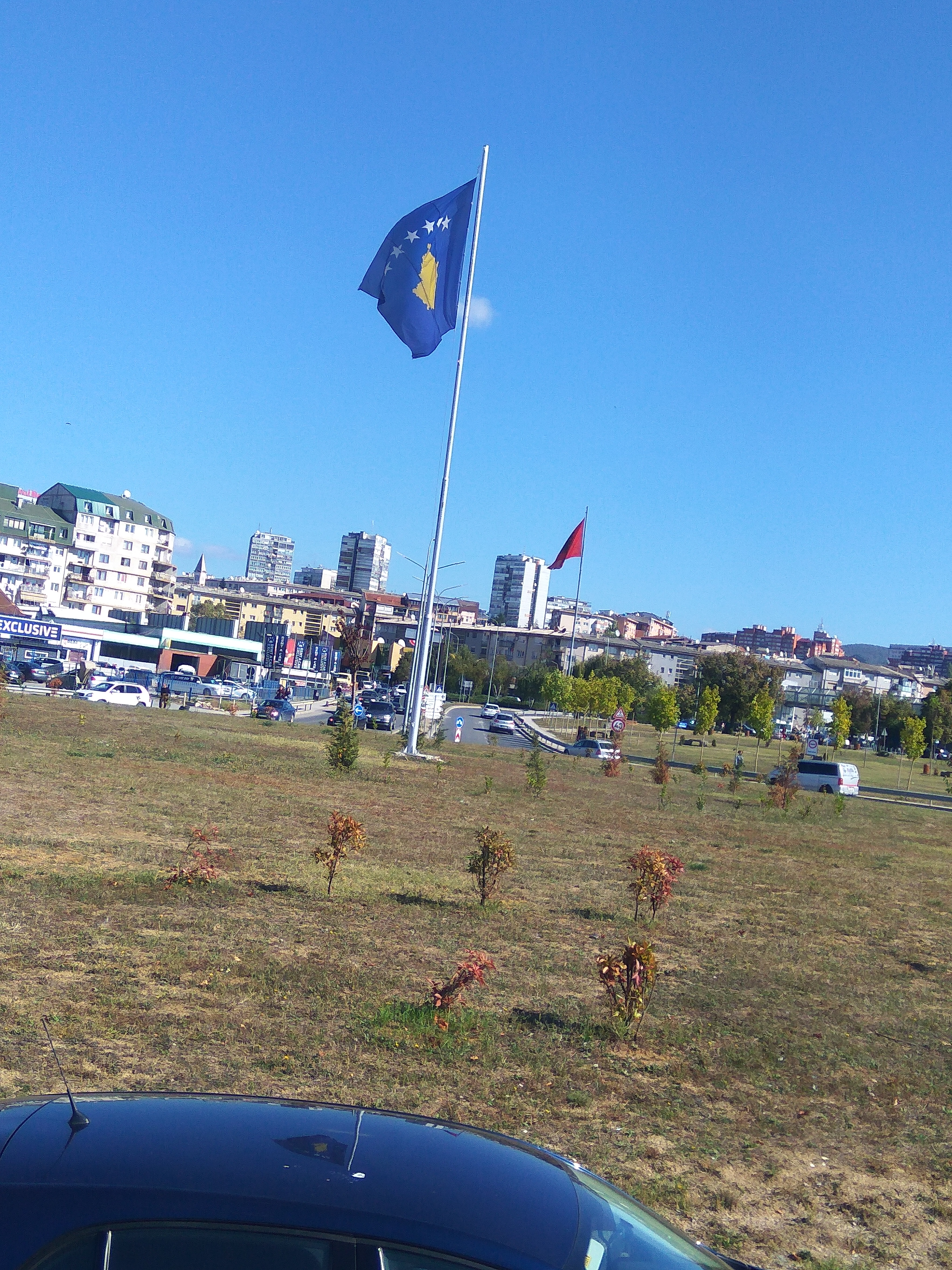
Прапори Косова та Албанії

До проголошення незалежності Косова було провінцією Сербії, тому не мало власного прапора. Офіційно використовувався прапор ООН.
2006 року розпочалися міжнародні перемовини з остаточного вирішення статусу Косова. Більшість етнічних албанців Косова використовують албанський прапор, серби ж — державний прапор Сербії.
Наразі Косово не має історичного, національного, провінціального чи регіонального прапора, який репрезентував би його територію, хоча існує албанський прапор із червоною зіркою в жовтому обрамленні, який був прапором «етнічних албанців» СФРЮ (більша частина з яких проживала в Косові).
29 жовтня 2000 року, перший президент Косова, Ібрагім Ругова представив «Прапор Дарданії» (стара назва Косова), але цей прапор не був визнаний міжнародною спільнотою.

## Прапори Косова

Прапор ООН використовувався офіційною владою Косова до 17 лютого 2008.
Прапор Албанії використовується етнічним албанським населенням Косова.
Прапор Сербії використовується сербським населенням та в сербських анклавах.

### Проєктні варіанти

Проєкт Ментора Шала (Mentor Shala) і Бесніка Нулі (Besnik Nuli)[2]
Проєкт 2
Проєкт 3. Триколірний прапор із зображенням сонця — символу Дарданії[3]
Неофіційний «Прапор Дарданії», запропонований І. Руґовою, використовувався під час спортивних змагань.